# Libro de guisados, manjares y potajes
El Libro de guisados, manjares y potajes, o simplemente Libro de guisados, es un libro escrito por el cocinero real Ruperto de Nola en 1520, siendo uno de los recetarios más importantes escritos en idioma catalán. Este libro de cocina recoge más de 200 recetas de la cocina cortesana de la Corona de Aragón, reflejando las influencias árabes, mediterráneas y europeas de la época. Se considera una obra de gran valor para conocer la gastronomía histórica catalana, y de algunas regiones de la Europa occidental, en la Edad Media y el Renacimiento.
En catalán antiguo recibe el nombre de Llibre de coch, y el nombre completo original es Llibre de doctrina per a ben servir, de tallar y del art de coch (ço es) de qualsevol manera, potatges y salses compost per lo diligent mestre Robert coch del Serenissimo senyor Don Ferrando Rey de Napols. La primera impresión que se tiene en la actualidad data del año 1520, impresa en Barcelona. Al castellano se tradujo con el título Libro de guisados, manjares y potajes, impreso en 1525 en Toledo. 
Incluye sobre todo recetas de la cocina catalana de la época, algunas extraídas del Llibre de Sent Soví, y añade algunas recetas de culturas vecinas, como por ejemplo de la cocina occitana y la italiana (hay que tener en cuenta que, en esa época, la Corona de Aragón se había extendido notablemente hacia el nordeste del mar Mediterráneo), pero no incluye recetas castellanas. Aun así, o tal vez por eso, tuvo un considerable éxito también en Castilla, y posteriormente, en 1525, se tradujo al castellano, lengua en la que, como en catalán, se reeditó varias veces.

## Primeras ediciones
El Llibre del Coch es el primer libro de cocina impreso en catalán. El Llibre de Sent Soví es anterior, pero se trata de un manuscrito. En la Biblioteca de Cataluña se conserva una edición del Llibre del Coch impresa el 15 de noviembre de 1520, en Barcelona, la más antigua que se conoce. El «goloso» rey Carlos I de España y V de Alemania pidió expresamente que fuera traducido al castellano y en esta lengua se editó por primera vez el año 1529, o quizá el 1525, en Toledo. A lo largo del siglo XVI se hicieron al menos cinco ediciones del Llibre del Coch en catalán y siete en castellano; se plagió también una gran parte del libro por parte de Diego Granado, en su obra Libro del arte de cozina (1614).
Seguramente el libro impreso en 1520 es una copia de un texto más antiguo. Está dedicado al rey Ferran I, que fue rey de Nápoles entre 1458 y 1494, pero sobre todo, el dato principal es que mantiene los preceptos de la Cuaresma anteriores al año 1491. En ningún momento hace alguna mención ni muestra que conoce las modificaciones de los alimentos prohibidos por la Iglesia en época cuaresmal, que a partir del año 1491 ya permitía el consumo de productos lácteos (como la leche animal y el queso, por ejemplo) y huevos. Además, y por esto en parte es interesante el libro, el original se escribió antes del contacto de Europa con América de 1492, ya que no menciona ningún producto del nuevo continente.

## Contenido
El libro está compuesto de más de doscientos capítulos, la mayor parte de los cuales (doscientos treinta y seis exactamente) corresponden a recetas. Pero, como su título completo indica, este manual de gastronomía no se limita solo a dar recetas de cocina, sino que es más amplio. Así, empieza con varios capítulos enteros dedicados a cómo cortar la carne en la sala, delante de los señores, cosa de suma importancia en la época, y les siguen otros que enseñan todos los oficios de cocina y sala, cómo servir a mesa para diferentes tipos de personal, cómo afilar cuchillos, cómo servir el agua, cómo hacer de mayordomo, de camarero, de jefe de sala, de guardarropa, etc. El último capítulo es un índice de contenidos.
En este libro no se incluye todavía ninguna receta con setas, tan presentes y apreciadas en la cocina catalana actual. Para algunos autores esto se podría explicar como una prevención frente a posibles envenenamientos. En cambio, y como novedad respecto al Llibre de Sent Soví, ya aparecen las dos primeras recetas de arroces, el arròs ab brou de carn y el arròs en cassola al forn, que podrían ser los predecesores respectivamente de los actuales arroz a la cazuela y arroz y costra.
Una de las recetas árabes y con nombre árabe que aparecen, la alburnia, podría ser un antiguo pan de higos actual, pero con agua de rosas añadida, un ingrediente, también de influencia oriental, muy frecuente en todo el recetario, como ya lo era en el Sent Soví. Además, se incluyen dos recetas explícitamente tituladas a la morisca y otras a las cuales también se especifica que se trata de maneras de cocinar extranjeras, como la bona salsa francesa, una torta a la genouesa, de xinxanelles a la veneciana o de sopes a la lombarda, por ejemplo. Ninguna se especifica ni se reconoce como receta castellana. En tres recetas se especifica que son a la catalana, quizá porque con ese nombre se dieron a conocer internacionalmente, o por falta de consciencia de que las demás recetas (sin origen especificado) también lo son. Hay que tener en cuenta que en el libro de Sent Soví, aunque todas las recetas son catalanas, en ninguna de ellas se aplica ninguna etiqueta o adjetivo que lo indique.
Como es tradición desde la época clásica, hay recetas, concretamente ocho, específicamente dirigidas a enfermos.
En general, la cocina catalana antes de la introducción de los alimentos americanos no era excesivamente distinta a la cocina de la época romana, aparte de la influencia árabe. En realidad se escogió lo que se consideraba mejor y se concretó. Los ingredientes usados se redujeron, las mezclas también, priorizando las más apreciadas y eliminando algunos alimentos y asociaciones de estos que hoy nos parecerían más bien asquerosas. Sí aumentan, en cambio, las especias. La cocina y la mesa se refinan, se establecen las bases de servir a la mesa, como muestra este libro y otros de la época, como el manuscrito Com tayllaràs devant un senyor.

## Autor
Se sabe, porque está escrito en el título del libro impreso de 1520, que el autor se llamaba mestre Robert (maestro Roberto, en castellano) y que era cocinero de un tal rei Ferran de Nàpols (rey Fernando de Nápoles), pero no sabemos si nació en Nola, en Noia, u otro lugar, ni «nadie sabe quién fue este personaje». Es «nacido en Cataluña».

## Comparación con el libro deSent Soví
El Llibre de Sent Soví es otro célebre e importante libro de gastronomía medieval catalana que, al contrario del Llibre del Coch, ha llegado a nuestros días en forma de manuscrito y del cual se tienen copias del siglo XIV. El autor también es desconocido, pero ni siquiera firma con ningún tipo de nombre.
Las diferencias en el tipo de cocina no son importantes. Se sabe que el maestro Robert conocía el Sent Soví y que utilizó parte de sus elementos y recetas. Una innovación del libro del Coch es que empieza a proponerse la leche de oveja, además de la de cabra (la incorporación de la leche de vaca no llega hasta el siglo XX) en alguna receta, como alternativa a la de almendra. En general hay también menos especias en el Sent Soví.
En el libro de Sent Soví la totalidad de las recetas son catalanas, mientras que en el del Coch se observa una voluntad de internacionalización, incluyendo recetas de Italia, Francia y de países árabes. En ninguno de los dos, aunque el Coch (y no el Sent Soví) se tradujo al castellano, aparecen recetas castellanas o de otros reinos de España.
En el año 1491 la Iglesia católica decidió que sus feligreses ya podían comer huevos y productos lácteos de origen animal durante la Cuaresma, pero estos ingredientes no aparecen en ninguna receta cuaresmal de ninguno de los dos libros, se supone que porque el maestro Robert no lo llegó a conocer y que el original del libro del Coch fue en realidad anterior a esta fecha.
El Llibre de Sent Soví no se dio a conocer ampliamente al público hasta el siglo XX, mientras que el Llibre del Coch ya en su época, se supone que por influencia de la imprenta, resultó rápidamente, en palabras de Josep Pla, «un verdadero best-seller», que se tradujo a varias lenguas y que se convirtió en «el libro de cocina de la España del Renacimiento».